# 메르세데스-마이바흐
메르세데스-마이바흐(독일어: Maybach)는 2013년 마이바흐의 몰락 이후 2014년에 메르세데스-마이바흐 S클래스를 생산하면서 시작된 브랜드이다.

## 역사
1919년 카를 마이바흐(독일어: Karl Maybach)는 군수업자에게서 구입한 메르세데스 섀시(Mercedes Chassis)로 최초의 시험용 자동차를 제작했다. 카를 마이바흐는 첫 번째 메르세데스 개발의 주역이었던 독일의 유명한 기술자 빌헬름 마이바흐(독일어: Wilhelm Maybach)의 아들이었다. 1921년 카를 마이바흐는 콘스탄스 호수에 위치한 프리드리히스하펜(독일어: Friedrichshafen)에서 기술적으로 완전한 고급 자동차의 생산을 시작하게 된다. 1930년대 마이바흐는 세계에서 가장 뛰어나고 세련된 자동차 브랜드 중 하나로 성장했다. 회사 창립자의 이름이기도 한 마이바흐는 이후 완벽함과 정밀함의 동일어가 되었다. 마이바흐는 1941년까지 고작 1,800여 대만 생산되었는데, 그 중 V형 12기통 엔진을 장착한 '마이바흐 DS 8 제펠린(독일어: Maybach DS 8 Zeppelin)'은 마이바흐 신화를 구축하는 데 결정적인 공로를 한 모델이자 당시 독일에서 가장 긴(5.5m) 최고급 럭셔리카였다. 다임러크라이슬러가 60년 간 잠자고 있던 마이바흐를 꺼내든 이유는 롤스로이스, 벤틀리, 부가티 등 역사 깊은 고급 브랜드에 대항하기 위해서이다. 마이바흐의 엠블럼으로 쓰는 둥근 삼각형 안에 교차한 두 개의 'M'은, 과거엔 '마이바흐 모토렌바우(독일어: Maybach Motorenbau)'의 머리글자였지만, 부활한 마이바흐에서는 '마이바흐 마누팍투르(독일어: Maybach Manufaktur)'를 상징한다.

## 마이바흐
마이바흐는 옛 다임러 크라이슬러가 지난 2002년, 60년 만에 부활시킨 초호화 수제 자동차 브랜드로, 세계 3대 명차 중 하나로 꼽힌다. 마이바흐는 연간 1,000대 이상 판매를 목표로 내세웠지만, 연간 판매 대수는 150여대에 그쳐 수익을 거두지 못하자, 2013년에 브랜드를 철수했다.

### 판매망
마이바흐는 자사 고유의 판매망, 마이바흐 판매 센터를 통해 판매된다. 고객 한 사람마다 전담 담당자(Personal Liaison Manager)가 배정된다. 마이바흐는 일반인들을 위해 차를 전시하지 않는다. 실제로 러시아, 홍콩, 일본 등지에 있는 아시아 지역 마이바흐 센터는 예약 없이 입장조차 할 수 없다. 국내에서도 메르세데스-벤츠 코리아의 전문 컨설턴트가 고객을 전담 관리하고 있다.

### 고객 서비스
메르세데스-벤츠는 마이바흐 고객들을 대상으로 매년 무상점검 서비스를 제공하고 있다. 마이바흐만을 전문으로 담당하며 '독일어: Maybach-Mechaniker'로 불리는 서비스 전문가(Service Expert)가 독일 본사로부터 직접 세계 각국을 찾아다니며 고객에게 일대일 맞춤형 서비스를 제공한다. 전 세계에 딱 12명만 존재하는 이 전문가들은 1년 365일 가운데 약 200일 동안 전 세계를 날아다니며, 그로 인해 'Flying Doctor'라는 별명으로 불리기도 한다. 지난 2002년, 마이바흐의 부활과 함께 구성된 이 전문가들은 메르세데스-벤츠의 테크니션 분야에서 최소 10년 이상의 교육과 실무경험을 갖춘 이들로 구성되어 있다. 또한 이들은 고객 서비스뿐 아니라 자동차 개발 과정에도 참여하기 때문에, 마이바흐의 메커니즘에 대한 이해력이 뛰어나다.

### 모델

#### 모델
- 마이바흐 57
- 마이바흐 57 S
- 마이바흐 62
- 마이바흐 62 S

현재는 모두 단종된 상태이다
57과 62는 각각 차의 전장(차의 길이)을 의미한다.(57 → 약 5.73m, 62 → 약 6.17m) 일반적인 마이바흐 모델은 500마력 V12 5.5리터 SOHC 트윈터보 엔진이 장착되었다. 'special'의 머리글자인 S는 엔진 출력과 고객의 취향 반영 부분을 좀 더 높인 마이바흐의 스페셜/스포츠 버전이고 S클래스의 고성능 모델 중 하나인 S65 AMG에 달린 612마력 V12 6.0리터 트윈터보 엔진이 달린 모델이다. 그리고 마이바흐는 전용 스튜디오인 마이바흐 센터(영어: Centre of Excellence)에서 제작되는데, 하루 최대 생산량 3대, 1대 만드는 데 걸리는 시간 약 4주일, 연간 생산 대수가 약 1,000대에 불과하며 주문 후 7개월을 기다려야 비로소 차를 인도받을 수 있다. 돌비 서라운드 음향을 제공하는 BOSE 사운드 시스템과 21개의 600W 스피커가 장착되고, 총 10개의 에어백과 비행기 일등석을 연상시키는 리클라이닝 시트(reclining seat)가 충돌 사고 시 충격 흡수에 최적의 상태를 만들어 탑승객을 안전하게 보호한다. 이외에도 여러 가지 편의장비 및 색상, 내장재 등 총 2백만여 가지의 옵션을 고객의 개성과 취향에 따라 직접 선택할 수 있다.

#### 기타 모델
- 마이바흐 62s 랜덜렛(Maybach 62s landulet)

마이바흐 62s 랜덜렛은 뒷좌석 지붕을 완전히 개방할 수 있는 컨버터블형 모델이다.
- 마이바흐 엑셀레로(Maybach Exelero)

마이바흐 엑셀레로는 2005년 독일 베를린 템포드롬에서 소개된 2인승 고성능 컨셉트 쿠페로, 세계에서 단 한 대만 제작되었다. 이 차는 독일의 타이어 업체인 풀다 타이어(독일어: Fulda Reifen Werk)가 마이바흐에 제작을 의뢰한 것인데, 그 까닭을 파헤치자면 이야기는 1930년대로 거슬러 올라간다. 100년이 넘는 역사를 가진 풀다 타이어는 1930년대부터 고속버스, 특별 제작 트럭, 레이싱 카 등을 타이어 테스트에 활용함은 물론 자사의 광고에도 이용하기 시작했다. 당시 풀다 타이어는 자사의 타이어 테스트를 위해 시속 200km를 넘길 수 있는 유선형 자동차의 제작을 마이바흐에 의뢰했고 1939년 7월 마침내 시제품이 완성되었다. '마이바흐 SW 38'의 섀시를 베이스로 한 유선형의 이 3인승 차는 3.6L 6기통 실린더에 140마력 엔진을 탑재하고 공기저항 계수(cd) 0.25를 달성해 당초 요구 속도인 시속 200km를 거뜬히 넘었지만 제2차 세계 대전의 발발과 함께 행방불명으로 영원히 종적을 감추게 되었다. 그로부터 66년 후 새로운 고성능 광폭 타이어인 '엑셀레로' 출시와 함께 마케팅 프로모션을 고민하던 풀다 타이어는 과거의 역사에서 영감을 얻고 때마침 다시 부활한 마이바흐를 찾아갔다. 담당 프로젝트 팀은 과거 1930년대에 제작된 '마이바흐 SW 38'이 전장만 다를 뿐 현재의 마이바흐 57s의 차체와 전폭 그리고 스타일이 유사한 점을 발견하고 이를 기초로 '마이바흐 엑셀레로'의 제작을 의뢰했다. 실질적인 제작은 이탈리아 토리노(이탈리아어: Torino)에 본거지를 둔 '카로체리아(이탈리아어: carrozzeria)'인 스톨라(Stola)가 맡았고, 디자인은 독일 포르츠하임 공업 대학(독일어: Pforzheim Polytechnicals) 학생들의 참여 속에 마이바흐 디자인 부서가 담당하였다. 후에 풀다 타이어는 세계에 단 하나뿐인 이 차를 경매에서 780만 달러에 버드맨으로 잘 알려진 미국의 힙합 가수이자 기업인인 브라이언 윌리엄스에게 처분했다.
- 마이바흐 72

독일의 한 웹사이트에 사진이 올라와 화제가 되었던 차다. 이름에서 알 수 있듯이 마이바흐 62 보다도 1m 정도 더 길어서 도어 4개에 승차정원이 6명이다. 그러나 이 차는 마이바흐에서 생산한 것이 아니며 개인의 요구에 따라 이름을 알 수 없는 튜너가 마이바흐 62을 개조하여 제작했다. 그렇지만 개조하는 데 들어간 모든 부품은 마이바흐 순정만을 사용했으며 길이를 제외한 다른 겉모습은 크게 건드리지 않았다. 이미 1,280km를 달린 이 차는 €599,900로 가격을 책정했다.
- 마이바흐 제플린(Maybach Zeppelin)

마이바흐 제플린은 2009년 3월 3일부터 3월 15일까지 열린 제네바 국제 모터쇼를 기점으로 출시된, 100대 한정 생산 모델이다. 과거 모델의 이름을 딴 이 차는 '마이바흐 57 제플린'과 '마이바흐 62 제플린' 두 가지로, 각각 마이바흐 57 S와 마이바흐 62 S를 베이스로 제작되었다. 기본적인 외형은 기존 양산 모델과 같다. 둥근 삼각형의 엠블럼 밑에 'ZEPPELIN'을 새겨 넣고 색상, 내장재, 휠, 램프, 아웃사이드 미러, 배기구 등을 차별화했다. 기존 모델과 가장 큰 차이점은 세계 최초로 'Perfume Atomizer(자동 방향 장치)'가 장착된다는 점이다. 스위스 향수 제조 업체인 지보단(Givaudan)과 공동으로 개발한 이 'Perfume Atomizer'는 버튼 조작으로 10~12초 안에 차내를 원하는 향기로 가득 채울 수 있다. 또한 탑승자의 후세포가 피로해져 더 이상 향기를 맡지 못하는 것을 방지하기 위해 작동 후 약 10분 뒤에 자동으로 꺼진다. 작동이 멈추면 신속히 증발하여 내장재와 탑승자의 옷에 향기가 배는 것을 막는다. 이 차의 가격은 마이바흐 57 제플린이 €406,000, 마이바흐 62 제플린이 €473,200이며, 옵션으로 제공되는 'Perfume Atomizer'는 €3,950이다.

## 메르세데스-마이바흐
2014년 4월 다임러 그룹은 마이바흐 브랜드 철수한지 2년 만에 부활 한다고 밝혔고 2014년 8월 뉘르부르크링 주행 테스트 현장이 카메라에 잡히기도 하였다.
신형 마이바흐는 메르세데스 벤츠 모델에 기반하여 제작되며 2014년 11월 광저우 모터쇼와 LA 모터쇼에 정식 공개되었다. 이후 메르세데스-벤츠 S클래스와 메르세데스-벤츠 GLS를 기반으로 한 모델이 출시되었다.

## 같이 보기
- 다임러 AG